# Embrace the Sun
Embrace the Sun è un album in studio pubblicato il 17 giugno 2011 dalla casa discografica Lion Music. Si tratta di un progetto benefico, prodotto in favore della Croce Rossa Giapponese, come aiuto per il terremoto dell'11 marzo 2011.
L'album è diviso in due cd, ognuno dei quali contiene 14 tracce. Al progetto hanno partecipato vari artisti internazionali, ciascuno dei quali ha donato un brano in favore della raccolta.
Ogni band ha curato la registrazione del proprio brano, mentre la masterizzazione è stata realizzata dallo Lars Eric Mattsson, fondatore della stessa Lion Music
La copertina è opera di Carl Andre Beckston.

## Tracce
CD1
1. Mattsson – Mother
2. Milan Polak – End Of Time
3. Anthriel – Circle Of Life
4. Airless – Second Chance
5. Dreyelands – Life Is Worth The Pain
6. Ashent - Disappearance
7. Mastercastle - Sakura
8. Locomotive Breath - Rise Up
9. Grönholm - Believe
10. Marco Sfogli - Stand Alone
11. Mindsplit - Guardian Angel
12. Missing Tide - Falling
13. Infinity Overture - Do You Care?
14. Jennifer Batten - Sakura Season

CD2
1. Overdrive - New Beginning
2. Emir Hot - Fear of the Storm
3. Venturia - On the Brink
4. Mistheria - Kibou
5. Section A - Survive
6. Status Minor - Drama
7. Mastermind - Time Stands Still
8. Tomorrow's Eve - Black Barren Lands
9. Iron Mask - Sons of the Sun
10. Astra - Voice from Within
11. Benny Jansson- Savior
12. Early Cross - Cairn
13. Winterlong - Failed Connection
14. The Lions - Embrace the Sun